# Bergell
Das Bergell (im Bergeller Dialekt Bargaia, italienisch Val Bregaglia, rätoromanisch Val Bregagliaⓘ) ist das Tal der oberen Mera (im Bergeller Dialekt Maira) zwischen dem Malojapass (1812 m ü. M.) und Chiavenna (333 m).
Der obere und grössere Teil des Tals bildet die Gemeinde Bregaglia und liegt im Schweizer Kanton Graubünden, der untere Teil besteht aus den Gemeinden Villa di Chiavenna und Piuro und gehört zur italienischen Provinz Sondrio.

## Geographie

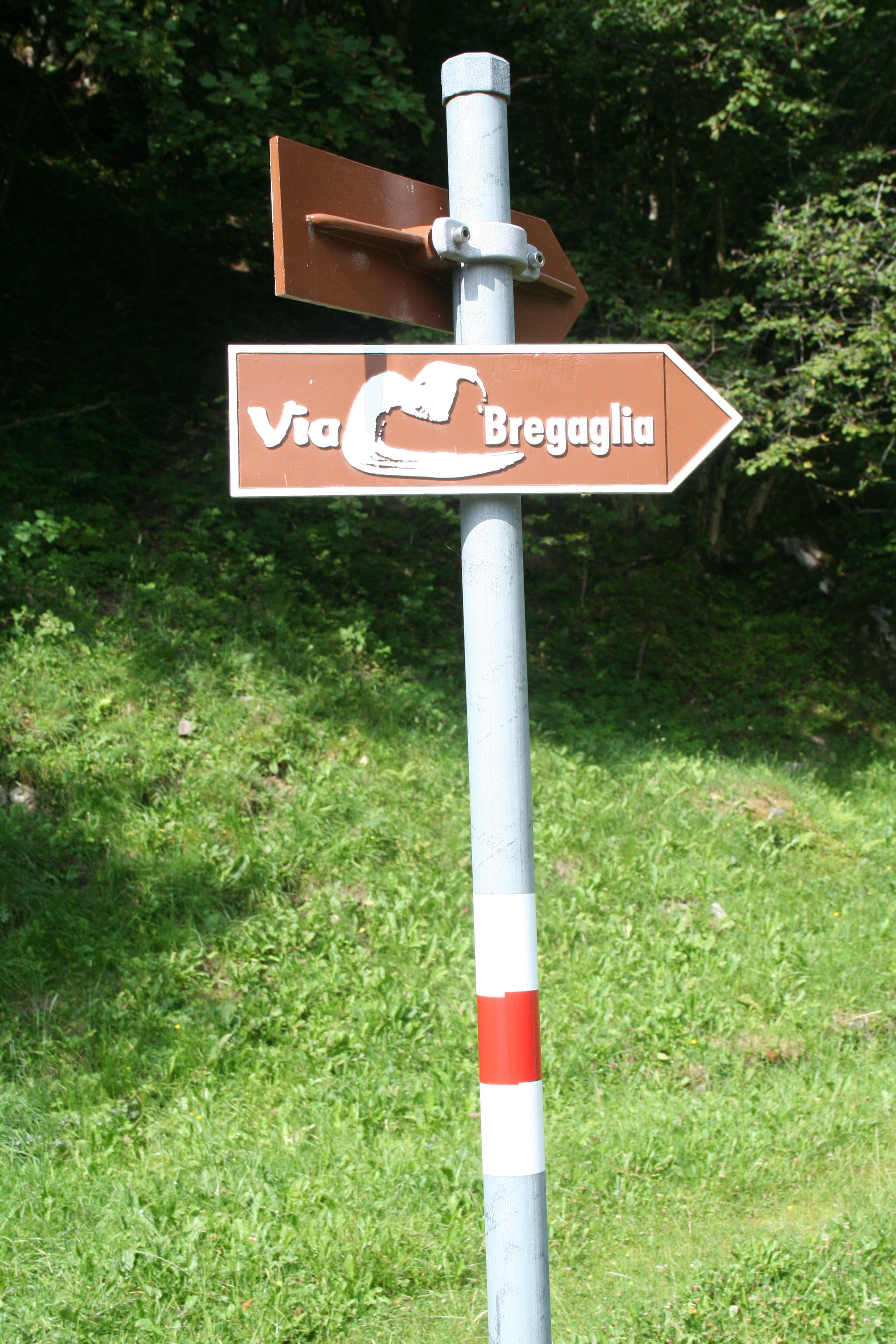
Wegweiser der Via Bregaglia

Teilweise wird auch nur der schweizerische Teil des Tals als Bergell bezeichnet und der italienische Teil zum Val Chiavenna gezählt.
Das Tal fällt in drei Stufen vom Malojapass ab: zunächst auf die Ebene von Casaccia, die gleichzeitig den Zugang zum Septimerpass vermittelt, dann in den Talgrund von Vicosoprano und Stampa. Die burgbewehrte Talenge Porta unterhalb von Stampa trennt das Tal in die beiden Abschnitte Sopraporta und Sottoporta. Auf einer Terrasse nördlich des Sottoporta liegt das Dorf Soglio.
Der obere Abschnitt, das Sopraporta, ist noch alpin geprägt mit Lärchen. Das Sottoporta zählt bereits zur insubrischen Zone; hier findet man bereits Kastanienwälder und Selven sowie vereinzelt schon Palmen. Im italienischen Teil des Bergell finden sich auch bereits Rebpflanzungen und Hopfen.
Das Bergell ist tief eingeschnitten zwischen den Bergeller Alpen im Süden und den Rätischen Alpen im Norden. Schaustück sind die Bergeller Alpen und dort insbesondere die Dreitausender über dem Val Bondasca (Piz Badile, Piz Cengalo, Gemelli und Sciora), sowie die weiter östlich sich erhebende Gruppe des Piz Bacun.
Drei Seitentäler münden aus den Bergeller Alpen von Süden her ins Bergell: Val Forno, Val da l’Albigna und Val Bondasca.

### Dörfer und Gemeinden im Bergell
Sopraporta:
- Casaccia
- Vicosoprano
- Stampa

Sottoporta:
- Bondo mit Promontogno und Castelmur
- Castasegna
- Soglio

Italien:
- Villa di Chiavenna
- Piuro

## Energieversorgung
Im Albignatal wird mittels der in den Jahren 1955–1959 errichteten Staumauer der seitherige Albignasee (Lägh da l’Albigna) gestaut, der unter Ausnutzung der zweiten Talstufe der Stromerzeugung dient. Die Konzession besitzt das Elektrizitätswerk der Stadt Zürich (EWZ), Betreiber der Kraftwerke Löbbia, Bondo und Castasegna. Die Fernleitungen Castasegna–Vicosoprano und Vicosoprano–Tinizong möchte das EWZ von 220 kV auf 380 kV ausbauen.

## Dialekt
Der Bergeller Dialekt, das «Bargaiot», ist ein Dialekt des Lombardischen, allerdings auf rätoromanischem Substrat. Innerhalb des Bergells haben die Sopraporta, die Sottoporta und der Ort Soglio je ihre eigene Untermundart. Der Wortschatz und die Volkskultur des Bergells werden im Vocabolario dei dialetti della Svizzera italiana dokumentiert.

In der Siegfriedkarte von 1906 verschwanden die italianisierten Flurnamen zugunsten des Bargaiot.

Dass man sich im 16. Jahrhundert für das Italienisch als Amtssprache entschied, ist den oberitalienischen Glaubensflüchtlingen zuzuschreiben, die im Bergell die Reformation einführten und in italienischer Sprache predigten. Als Reformator des Bergells gilt insbesondere Pietro Paolo Vergerio.
In der ersten Ausgabe des Topographischen Atlas der Schweiz, der Siegfriedkarte, wurden 1876 die geografischen Namen des Bergells konsequent der italienischen Schriftsprache angepasst. Die Bergellerinnen und Bergeller empfanden die italianisierten Flurnamen als fremd. Sie beschwerten sich «über diese ‹falschen› Namen» und verlangten, dass stattdessen die Bargaiot-Bezeichnungen in die Karte aufgenommen würden. Die Bergeller ruhten nicht, «bis auf den fraglichen Siegfriedblättern die ursprünglichen einheimischen Ortsnamen wieder das Feld erobert hatten». Ab 1906 wurden die geographischen Namen des Bergells in der Karte so dargestellt, wie sie von der einheimischen Bevölkerung geschrieben wurden. So wurde z. B. aus Mongatto, Mungat oder aus Pralongo, Parlong.

## Bilder

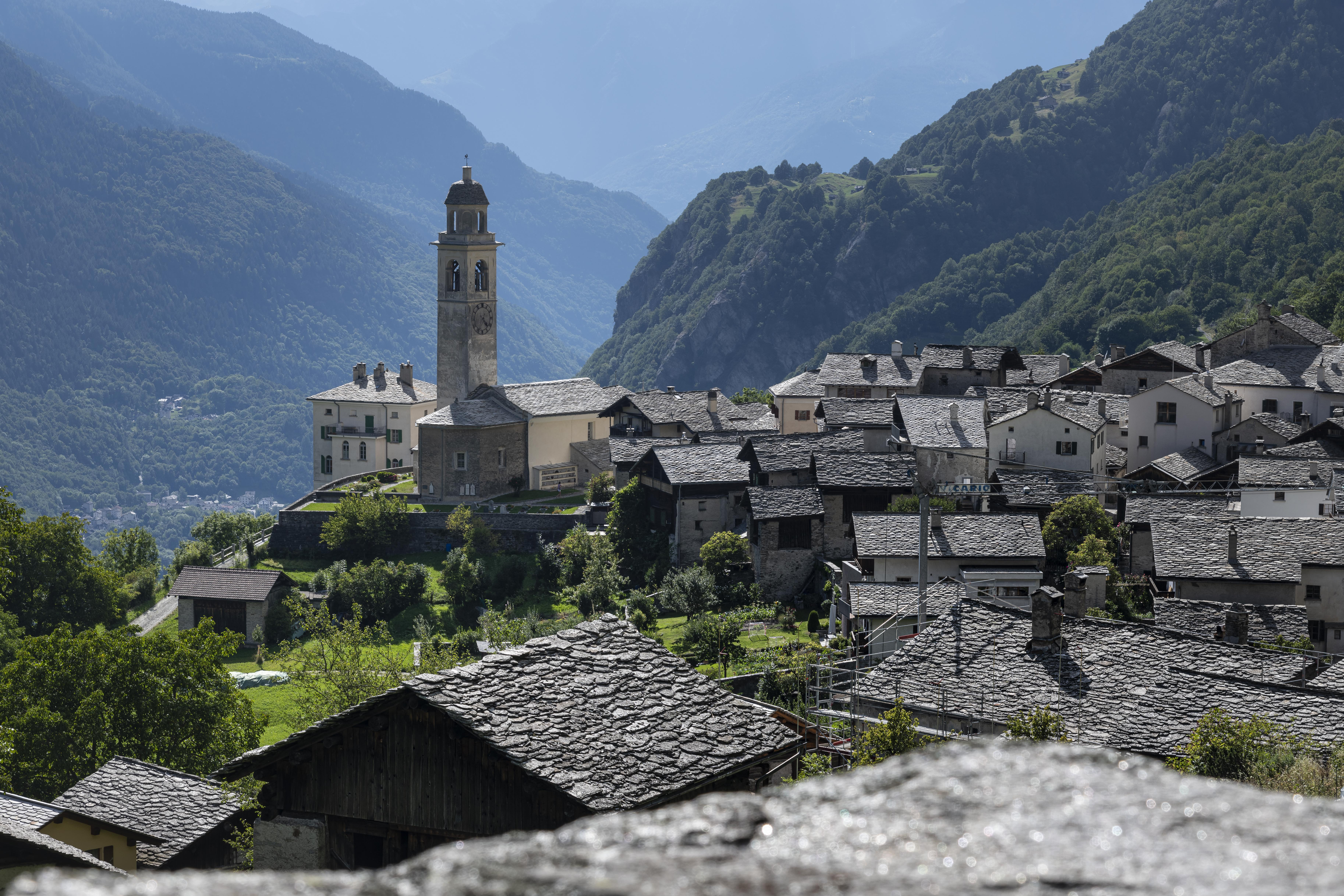
Soglio
Val Bregaglia, historisches Luftbild von Werner Friedli (Fotograf) (1954)
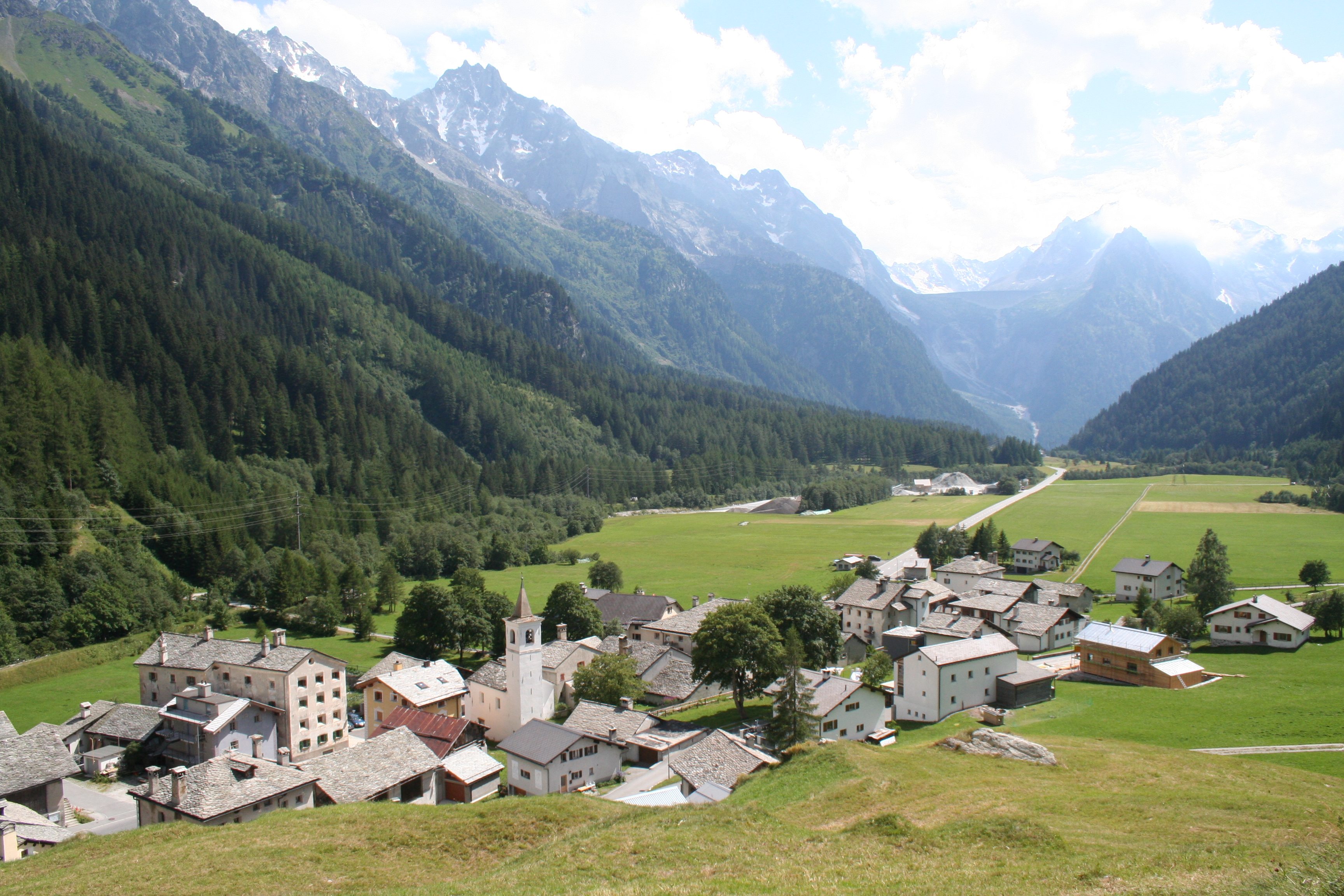
Bei Casaccia in Richtung Italien
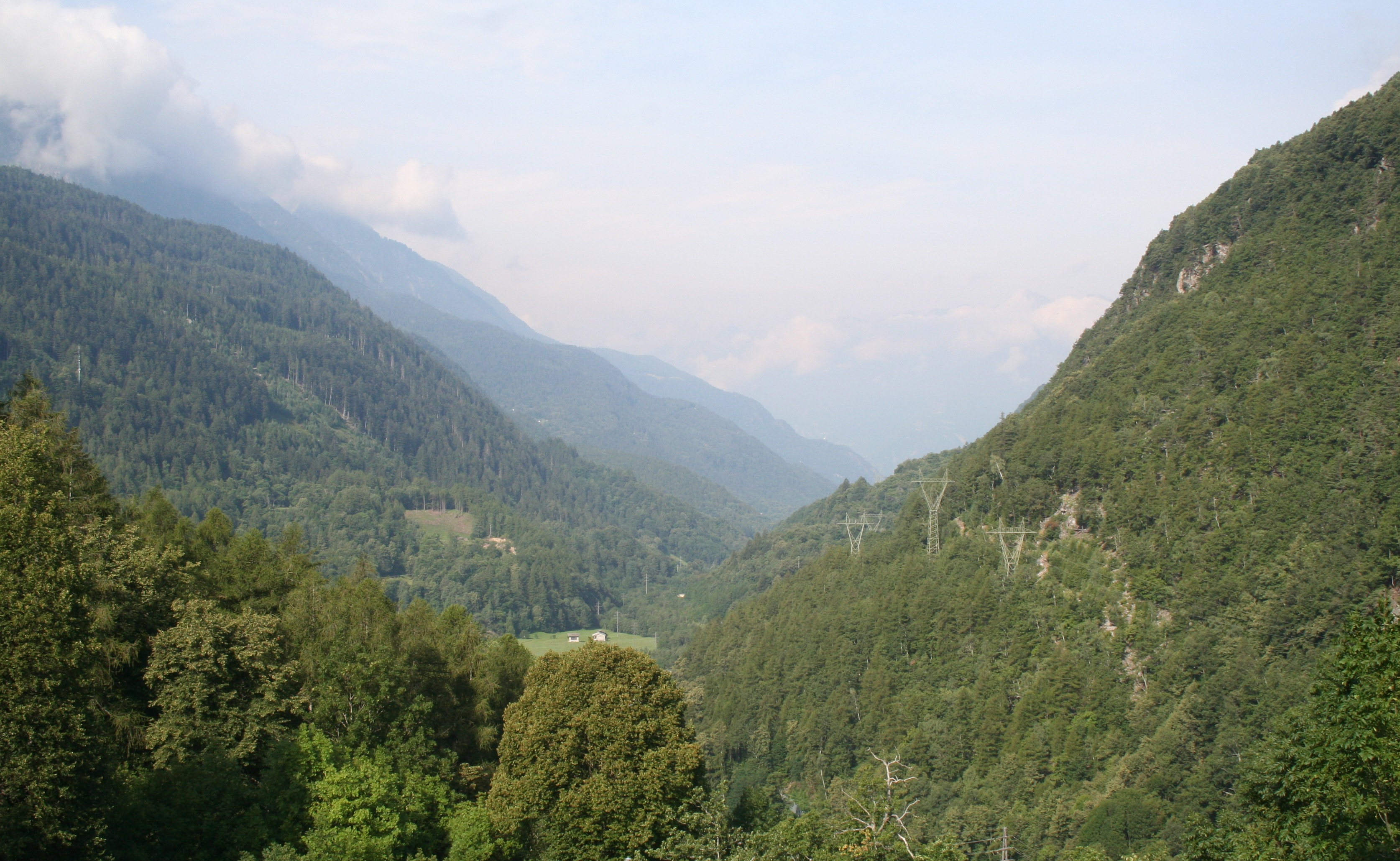
Bei Promontogno

## Geschichte

### Name
Die früheste bekannte Nennung des Namens steckt in der Volksbezeichnung Bergalai («die Bergeller») und datiert von 46 n. Chr.; frühe Nennungen des Tals sind Ministerium Bergalliae (960) und castellum ad Bergalliam (976), erstmals mit Metathese findet sich 1335 Bregallia, erstmals deutsch 1332 Valbergeller (Einwohnerbezeichnung). Die Form mit Bre- könnte auf einer Umdeutung zu Praegallia «Vorgallien» beruhen. Die eigentliche Herkunft des Namens ist allerdings unbekannt; Johann Ulrich Hubschmied erschloss für den ähnlich lautenden ligurischen Ortsnamen Bargaglia einen von gallisch *berga «Böschung, Abhang» abgeleiteten Typus *Bergalli «die Bergbewohner», wozu er auch den Stammesnamen Bergallei und den Talnamen Bergallia stellt, doch bleibt diese Deutung ganz hypothetisch.

### Vor- und Frühgeschichte
Im Bergell ist eine ur- und frühgeschichtliche Höhensiedlung nachgewiesen. Das Bergell kam bereits um 100 v. Chr. unter römische Herrschaft. Es war zunächst der Präfektur Como zugeteilt, nach 350 der Provinz Raetia Prima eingegliedert. Im 4. Jahrhundert erfolgte die Christianisierung durch Gaudentius, der im Bergell Schutz vor den Arianern fand. Ihm wurde die Kirche San Gaudenzio oberhalb Casaccia geweiht. Ein spätrömischer Wachtturm und ein Merkuraltar befanden sich auf dem Crep da Caslacc oberhalb von Vicosoprano. Bei Castelmur wurde eine römische Station namens Murus ausgegraben, zudem wurden Münzen, Strassenfragmente und eine Strassenrampe in Malögin am Weg über den Septimerpass entdeckt.

### Mittelalter
488 kam das Bergell unter ostgotische Herrschaft, 568 unter jene der Langobarden und 803 zur Grafschaft Como. In der Zeit der karolingischen Reichsteilung bildete das Bergell um 840 das churrätische Ministerium Bregallia, der Loverobach war die Südgrenze Churrätiens. 960 schenkte König Otto I. das Bergell dem Bischof von Chur, der dadurch die Kontrolle über den Septimerpass und den Julierpass gewann. Das Bergell war damals eine Talgemeinde mit weitgehenden Freiheitsrechten. Der Landesausbau war um 1100 bereits fortgeschritten. Von ökonomischer Bedeutung waren das Transportgewerbe und die Kastanienwirtschaft. Die Eröffnung der Gotthardroute beeinträchtigte das Transportgewerbe und bewirkte eine Verlagerung auf die Landwirtschaft. Die Hochebene um Maloja, die Alpweiden im Avers und im Val Madris wurden erschlossen. Grundeigentümer waren die Ministerialenfamilien von Salis, Planta, Prevost, Castelmur, Stampa und der Bischof von Chur. Die Befestigung Castelmur war gegen Como errichtet worden, das um 1219 die Unterporta besetzt hatte.
1367 schloss sich das Bergell als Hochgericht dem Gotteshausbund an. Der Bischof von Chur behielt den Zoll und die Heersteuer und wählte den Podestà, den Statthalter, aus einem Dreiervorschlag. 1387 liess er eine gepflästerte Strasse von Tinizong über den Septimerpass nach Plurs errichten. 1474 erhielt Unterporta ein eigenes Bussengericht, 1489 ein beschränktes Zivilgericht. In Obporta, dem oberen Teil, bildeten sich die vier Squadren San Cassiano, Piazza/Vicosoprano, Coltura und Borgonovo sowie die halbautonome Settima Casaccia. In Unterporta, dem unteren Teil, gab es die Terzieri Castasegna, Soglio und Bondo. Von 1496 an wurde der Podestà von je acht Wahlmännern und einem Amtsnotar aus Unter- und Obporta gewählt. Das gesamte Tal war einem einzigen, vom Churer Bischof gewählten Pfarrer unterstellt, der in der Hauptkirche Nossa Donna Castelmur in der Burg Castelmur residierte. Um 1520 gab es im Tal neun Priester, jeder von ihnen wurde von einem Kaplan unterstützt, der sich um die Gemeinde kümmerte.

### Neuzeit
1524 schlossen sich die drei Bünde zum Freistaat zusammen, und das Bergell wurde 1526 von allen bischöflichen Feudalrechten befreit. 1535 regelte eine Ordnung das Gerichtswesen neu: Das Kriminalgericht für das ganze Tal tagte nun in Vicosoprano, das Zivilgericht für Unterporta in Soglio. Der Bischof von Chur verlor durch die Einführung der Reformation in der Obporta ab 1532 auch seine kirchlichen Rechte. Italienische «Ketzer», die der Inquisition entkommen waren, brachten reformatorische Gedanken ins Tal. Der erste Reformator im Bergell war Bartolomeo Maturo, ehemaliger Prior des Dominikanerklosters von Cremona. Seine Arbeit hatte noch nicht durchschlagenden Erfolg. 1546 wurde das Italienische zur Amtssprache erhoben, was die politische Selbstständigkeit förderte. 1550 wurde der ehemalige katholische Bischof von Koper Pier Paolo Vergerio reformierter Pfarrer von Vicosoprano. Mit seinen Predigten förderte und festigte er den neuen, evangelischen Glauben bei den Talbewohnern. Er zog bereits 1553 nach Tübingen weiter, um beim Herzog von Württemberg als Diplomat ein grösseres Tätigkeitsgebiet zu übernehmen. 1552 wurde auch im unteren Bergell die Reformation eingeführt, auch hier hatten evangelische Glaubensflüchtlinge aus Italien, die ihr Land verlassen mussten, massgeblich mitgewirkt.
Im unteren heute italienischen Bergell, von 1512 bis 1797 von den Bündnern besetzt und Untertanengebiet, ereignete sich am 4. September 1618 ein schwerer Bergsturz. Vom Monte Conto lösten sich infolge von Unterhöhlungen durch Specksteinabbau grosse Felsmassen, die das Städtchen Piuro (Plurs), damals der wohlhabendste Ort Graubündens, samt dem bergseitig orographisch links der Mera liegenden Ortsteil Scilano (Schilan) begruben. Der Kommissar von Chiavenna, Fortunat Sprecher, nennt in seinem zweiten Bericht an die Bündner Regierung in Chur 930 Opfer, Sprechers Zeitgenosse, der Historiker Benedetto Parravicini, erhöhte die geschätzte Zahl um 300 auf 1200 insgesamt. Plurs wurde nicht wieder aufgebaut. Das heutige Piuro ist ein Zusammenschluss verschiedener Gemeinden erst in jüngster Zeit.
Gegenreformatorische Versuche der Dominikaner und Jesuiten unter dem Schutz der Familien Salis blieben erfolglos, ebenso solche der Kapuziner 1622 unter dem Schutz päpstlicher Truppen. Notzeiten erlebte die Talbevölkerung während der Bündner Wirren, als es 1621 zu Verwüstungen durch spanische Truppen kam.
Mit dem Verlust des Veltlins, des Valchiavenna und des heute italienischen Teils des Val Bregaglia 1797, wurde der schweizerische Teil des Bergells für Graubünden zur Randregion und das Italienische zur Minderheitensprache.
1827/1828 wurde die Strasse über den Malojapass gebaut, was 1834–1840 zur Aufgabe des Saumwegs über den Septimerpass führte.
Das ehemalige Hochgericht Bergell ist seit 1851 ein Kreis des Bezirks Maloja. 1803 zählte das Schweizer Bergell noch 2170 Einwohner, seither erlitt es eine starke Abwanderung, 1990 lebten noch 1434 Bewohner hier. Auch die prägende Berglandwirtschaft verlor an Bedeutung, Wasserkraftnutzung und Tourismus brachten Geld und neue Arbeitsplätze ins Bergtal.
Bis 2009 bestand das Schweizer Bergell aus den Gemeinden Bondo, Castasegna, Soglio, Stampa und Vicosoprano, die dann zur Gemeinde Bregaglia fusionierten. Der Bregaglia zugehörige Kreis Bergell, dessen einzige Gemeinde sie war, wurde 2015 aufgelöst. Seit 2016 ist das Bergell Teil der Region Maloja.
Am 23. August 2017 kam es in der Val Bondasca, einem Seitental, ausgehend vom Piz Cengalo zu dem Bergsturz von Bondo, dem seit Jahrzehnten schwersten Bergsturz in Graubünden, der unter Bergwanderern acht Menschenleben forderte.

## Kunst, Kultur und Tourismus
In der Nähe von Promontogno steht die Kirche Nossa Donna Castelmur, in der die Barone von Castelmur begraben wurden. In der Kirche San Martino in Bondo sind Fresken aus dem 15. Jahrhundert zu sehen. In Castasegna, Vicosoprano und Soglio stehen weitere reformierte Kirchen.
Das Bergell ist berühmt geworden durch den italienischen Maler Giovanni Segantini, die Künstlerfamilie Giacometti aus Stampa sowie den Maler Varlin, welcher in Bondo lebte. In den Kirchen von Borgonovo und Coltura befinden sich Werke des Künstlers Augusto Giacometti. Auch die Künstlerin Elvezia Michel-Baldini wirkte im Bergell. Der Dichter Rainer Maria Rilke lebte unter anderem in Soglio.
Der Palazzo Castelmur ist eines der Wahrzeichen des Bergells. Das Gebäude geht auf den Baron Giovanni von Castelmur zurück, der einer der ältesten Familien des Bergells entstammt, sein Geld aber als Kaufmann in Frankreich und seinen Adelstitel vermutlich ebenfalls dort käuflich erworben hat. Heute gehört der Palazo der Gemeinde Stampa und ist als Museum öffentlich zugänglich. Im obersten Stockwerk befindet sich eine Ausstellung über die Geschichte der Zuckerbäcker-Migration aus dem Bergell und dem Engadin, beispielsweise wurde das berühmte Café Josty in Berlin (das man aus Erich Kästners Emil und die Detektive kennt) von Migranten aus Sils Maria gegründet. Ebenfalls untergebracht ist im Palazzo das Historische Archiv des Bergells, das von der Società culturale di Bregaglia gepflegt wird und auch online zur Verfügung steht: Viele Fotografien sind digitalisiert.
Das Bregaglia-Quartett wurde 2004 anlässlich der Musiktage Bergell (ital. Incontro musicale Bregaglia) in Vicosoprano, unter der künstlerischen Leitung Christian Sikorskis von der Musikhochschule Stuttgart, gegründet.
Durch das Bergell führen markierte Wander- und Bergwege, unter anderem der Fernwanderweg Via Bregaglia.
Die südlich des Bergells liegende Bergkette ist vor allem auch bei Kletterern beliebt, mit der Fiamma als Wahrzeichen.
Über Ereignisse und Themen aus dem Bergell berichtet die Radiosendung Voci del Grigione italiano.